# Gianni Guido
Giovanni Guido, detto Gianni (Roma, 10 gennaio 1956), è un criminale italiano.
Figlio di Raffaele Guido e di Maria Pia Ciampa, risiedeva con i genitori in via Capodistria, nel quartiere Trieste, era studente di architettura quando, nell'autunno del 1975, prese parte al massacro del Circeo, compiuto insieme agli amici Angelo Izzo e Andrea Ghira, nel quale furono violentate e seviziate Maria Rosaria Lopez, diciannovenne che venne uccisa la sera stessa, e Donatella Colasanti, diciassettenne che sopravvisse alle violenze e che morirà 30 anni dopo per un tumore al seno nel 2005. 

## I processi
Il 29 luglio 1976, grazie a una sentenza in primo grado, i tre vennero condannati all'ergastolo; Andrea Ghira in contumacia in quanto si era reso latitante. I giudici non concessero alcuna attenuante. Guido e Izzo, nel gennaio 1977, presero in ostaggio una guardia carceraria e tentarono di evadere dal carcere di Latina, ma senza successo. La condanna di Gianni Guido venne modificata in appello, il 28 ottobre 1980, e ridotta a trenta anni dopo la dichiarazione di pentimento e un risarcimento alla famiglia della defunta Maria Rosaria Lopez di cento milioni di lire.
Il 21 gennaio 1981 Guido riuscì a evadere dal carcere di San Gimignano. La fuga fu semplicissima: Guido era stato incaricato alle pulizie in portineria e quel giorno colpì con un portacenere l'agente di custodia mentre stava pulendo le scale della porta d'ingresso; aperto il cancello, scappò all'esterno del carcere dove si fece dare un passaggio in auto da un ignaro cittadino che poi rese testimonianza ai carabinieri. Per quella fuga furono accusati di complicità cinque persone: il padre e la madre di Guido, l'agente di custodia Mario Guazzini, l'ex direttore del carcere Luigi Morsello ed il maresciallo delle guardie carcerarie Francesco Pilloni. Successivamente Guido venne condannato in prima istanza a quattro anni di reclusione, i genitori vennero assolti, l'ex direttore e Pilloni vennero amnistiati.
L'unico a subire una condanna, oltre a Guido, fu l'agente di custodia che ricevette otto mesi di reclusione. Fuggì a Buenos Aires, dove diventò un commerciante d'auto con il falso nome di Andrea Mariani; accusato di possesso di documenti falsi venne riconosciuto e arrestato su ordine dell'Interpol nel gennaio del 1983. In attesa dell'estradizione, tentò di fuggire dal carcere "Villa Devoto" ma venne bloccato subito. Nell'aprile del 1985 riuscì però a fuggire dall'ospedale “Manuel Rocco” di Buenos Aires, dove era ricoverato per le percosse subite dai secondini durante il tentativo di evasione.
Il 28 maggio del 1994 fu di nuovo catturato a seguito di una intercettazione telefonica a La Chorrera, una località a 30 Chilometri dalla Città di Panama, con un nome falso (Daniel Ibrahim Laurian) e un passaporto libanese e venne rapidamente estradato in Italia. Guido si presentava claudicante (probabilmente a seguito di danni alla gamba destra nel corso dell'evasione dall'Argentina), sposato a una donna dominicana, Dora Matos dalla quale stava divorziando.

## La libertà
L'11 aprile 2008 Gianni Guido è stato affidato ai servizi sociali dopo 14 anni passati nel carcere di Rebibbia. Ha finito di scontare definitivamente la pena il 25 agosto 2009, dopo aver conseguito la laurea in Lingue e Letterature Straniere in carcere, fruendo di uno sconto di pena di 8 anni grazie all'indulto.
Letizia Lopez, sorella di Rosaria, reagì negativamente a quella circostanza, lamentando in particolare i lunghi periodi di latitanza all'estero di Guido, l'assenza di segni di pentimento da parte sua e giudicando non sufficientemente rigoroso il suo regime di detenzione.

## Nella cultura di massa
Il romanzo La scuola cattolica (2016) di Edoardo Albinati descrive il contesto culturale in cui è maturato il massacro del Circeo e il ruolo di Guido. Da esso nel 2021 è stato tratto un film di Stefano Mordini, sempre dal titolo La scuola cattolica e nel quale Gianni Guido è interpretato da Francesco Cavallo. Nella miniserie del 2022 Circeo, Guido è interpretato da Marco Tè.